# Mesocondyla tarsibarbali
Mesocondyla tarsibarbali là một loài bướm đêm trong họ Crambidae.